# Tommy Robinson
Stephen Christopher Yaxley-Lennon (født 27. november 1982 i Luton), kendt under pseudonymet Tommy Robinson og tidligere under pseudonymerne Andrew McMaster og Paul Harris er en britisk højreorienteret aktivist. Robinson var med til at grundlægge English Defence League (EDL) og ledede organisationen 2009–2013. Han har yderligere været medlem af British National Party og i 2015 blev han involveret i den britiske Pegida.